# Орасио Зебаљос
Орасио Зебаљос (шп. Horacio Zeballos; Мар дел Плата, 27. април 1985) је аргентински тенисер. Најбољи пласман на АТП листи му је 39. место у појединачној конкуренцији, а 3. у конкуренцији парова.

## Каријера
Тенис је почео да игра са 6 година. Омиљена подлога му је шљака а ударац форхенд. Највише воли да наступа на Отвореном првенству САД и турниру у Акапулку. Идоли током одрастања су му били Горан Иванишевић и Томас Мустер које је и упознао 2008. у Грацу. 2009. је добио награду АТП-а за новајлију године (ATP World Tour's newcomer of the year award)
До сад је освојио један АТП турнир у појединачној конкуренцији и деветнаест у конкуренцији парова. Највећу победу и успех је остварио 10. фебруара 2013. када је у финалу турнира у Виња дел Мару победио петог играча света Рафаела Надала у три сета. Тако је постао тек трећи играч (заједно са Ђоковићем и Федерером) који је победио бившег светског броја 1 у финалу на шљаци.

## Приватни живот
Отац Орасија Зебаљоса је тениски тренер и тренирао га је до 18. године, а мајка је наставник географије. Млађа сестра Каролина наступа на ИТФ турнирима. У јануару 2009. преселио се у Буенос Ајрес. Навијач је фудбалског клуба Боке јуниорс. Најбољи пријатељи на АТП туру су му Едуардо Шванк, Серхио Ројтман и Пабло Куевас. Од 28. октобра 2014. Зебаљос је ожењен Софијом Менцони са којом има ћерку Ему (рођена 18. априла 2016) и сина Фауста (рођен 13. јуна 2018).

## Гренд слем финала

### Парови: 2 (0:2)
| Исход     | Бр. | Година | Турнир                 | Подлога | Партнер          | Противници                | Резултат                |
| --------- | --- | ------ | ---------------------- | ------- | ---------------- | ------------------------- | ----------------------- |
| Финалиста | 1.  | 2019.  | Отворено првенство САД | Тврда   | Марсел Гранољерс | Хуан С. Кабал Роберт Фара | 4:6, 5:7                |
| Финалиста | 2.  | 2021.  | Вимблдон               | Трава   | Марсел Гранољерс | Никола Мектић Мате Павић  | 4:6, 6:7(5:7), 6:2, 5:7 |

## Финала АТП мастерс 1000 серије

### Парови: 5 (5:0)
| Исход    | Бр. | Година | Турнир       | Подлога | Партнер          | Противници                 | Резултат           |
| -------- | --- | ------ | ------------ | ------- | ---------------- | -------------------------- | ------------------ |
| Победник | 1.  | 2019.  | Индијан Велс | Тврда   | Никола Мектић    | Лукаш Кубот Марсело Мело   | 4:6, 6:4, [10:3]   |
| Победник | 2.  | 2019.  | Монтреал     | Тврда   | Марсел Гранољерс | Робин Хасе Весли Колхоф    | 7:5, 7:5           |
| Победник | 3.  | 2020.  | Рим          | Шљака   | Марсел Гранољерс | Жереми Шарди Фабрис Мартен | 6:4, 5:7, [10:8]   |
| Победник | 4.  | 2021.  | Мадрид       | Шљака   | Марсел Гранољерс | Никола Мектић Мате Павић   | 1:6, 6:3, [10:8]   |
| Победник | 5.  | 2021.  | Синсинати    | Тврда   | Марсел Гранољерс | Стив Џонсон Остин Крајичек | 7:6(7:5), 7:6(7:5) |

## АТП финала

### Појединачно: 2 (1:1)
| Легенда                        |
| ------------------------------ |
| Гренд слем турнири (0:0)       |
| Завршно првенство сезоне (0:0) |
| АТП мастерс 1000 (0:0)         |
| АТП 500 (0:0)                  |
| АТП 250 (1:1)                  |

| Финала по подлози |
| ----------------- |
| Тврда (0:1)       |
| Шљака (1:0)       |
| Трава (0:0)       |

| Финала по локацији |
| ------------------ |
| Отворено (1:0)     |
| Дворана (0:1)      |

| Исход     | Бр. | Датум             | Турнир                  | Подлога   | Противник        | Резултат                 |
| --------- | --- | ----------------- | ----------------------- | --------- | ---------------- | ------------------------ |
| Финалиста | 1.  | 1. новембар 2009. | Санкт Петербург, Русија | Тврда (д) | Сергиј Стаховски | 6:2, 6:7(8:10), 6:7(7:9) |
| Победник  | 1.  | 10. фебруар 2013. | Виња дел Мар, Чиле      | Шљака     | Рафаел Надал     | 6:7(2:7), 7:6(8:6), 6:4  |

### Парови: 34 (19:15)
| Легенда                        |
| ------------------------------ |
| Гренд слем турнири (0:2)       |
| Завршно првенство сезоне (0:0) |
| АТП мастерс 1000 (5:0)         |
| АТП 500 (3:1)                  |
| АТП 250 (11:12)                |

| Финала по подлози |
| ----------------- |
| Тврда (5:6)       |
| Шљака (13:7)      |
| Трава (1:2)       |

| Финала по локацији |
| ------------------ |
| Отворено (18:13)   |
| Дворана (1:2)      |

| Исход     | Бр. | Датум               | Турнир                      | Подлога   | Партнер            | Противници                         | Резултат                |
| --------- | --- | ------------------- | --------------------------- | --------- | ------------------ | ---------------------------------- | ----------------------- |
| Финалиста | 1.  | 6. фебруар 2010.    | Сантјаго, Чиле              | Шљака     | Потито Стараче     | Оливер Марах Лукаш Кубот           | 4:6, 0:6                |
| Победник  | 1.  | 21. фебруар 2010.   | Буенос Ајрес, Аргентина     | Шљака     | Себастијан Пријето | Симон Гројл Питер Лучак            | 7:6(7:4), 6:3           |
| Победник  | 2.  | 1. мај 2011.        | Минхен, Немачка             | Шљака     | Симоне Болели      | Андреас Бек Кристофер Кас          | 7:6(7:3), 6:4           |
| Финалиста | 2.  | 29. септембар 2013. | Куала Лумпур, Малезија      | Тврда (д) | Пабло Куевас       | Ерик Буторак Равен Класен          | 2:6, 4:6                |
| Финалиста | 3.  | 16. фебруар 2014.   | Буенос Ајрес, Аргентина     | Шљака     | Пабло Куевас       | Марсел Гранољерс Марк Лопез        | 5:7, 4:6                |
| Победник  | 3.  | 28. фебруар 2016.   | Сао Пауло, Бразил           | Шљака     | Хулио Пералта      | Пабло Карењо Буста Давид Мареро    | 4:6, 6:1, [10:5]        |
| Победник  | 4.  | 24. јул 2016.       | Гштад, Швајцарска           | Шљака     | Хулио Пералта      | Мате Павић Мајкл Винус             | 7:6(7:2), 6:2           |
| Победник  | 5.  | 7. август 2016.     | Атланта, САД                | Тврда     | Андрес Молтени     | Јохан Брунстрем Андреас Силјестрем | 7:6(7:2), 6:4           |
| Победник  | 6.  | 25. септембар 2016. | Мец, Француска              | Тврда (д) | Хулио Пералта      | Мате Павић Мајкл Винус             | 6:3, 7:6(7:4)           |
| Финалиста | 4.  | 11. фебруар 2017.   | Кито, Еквадор               | Шљака     | Хулио Пералта      | Џејмс Серетани Филип Освалд        | 3:6, 1:2 (предаја)      |
| Победник  | 7.  | 17. април 2017.     | Хјустон, САД                | Шљака     | Хулио Пералта      | Дастин Браун Франсис Тијафо        | 4:6, 7:5, [10:6]        |
| Финалиста | 5.  | 25. август 2017.    | Винстон-Сејлем, САД         | Тврда     | Хулио Пералта      | Жан-Жилијен Ројер Орија Текау      | 3:6, 4:6                |
| Финалиста | 6.  | 24. септембар 2017. | Санкт Петербург, Русија     | Тврда (д) | Хулио Пералта      | Роман Јебави Матве Миделкоп        | 4:6, 4:6                |
| Финалиста | 7.  | 7. јануар 2018.     | Бризбејн, Аустралија        | Тврда     | Леонардо Мајер     | Хенри Континен Џон Пирс            | 6:3, 3:6, [2:10]        |
| Победник  | 8.  | 18. фебруар 2018.   | Буенос Ајрес, Аргентина (2) | Шљака     | Андрес Молтени     | Хуан С. Кабал Роберт Фара          | 6:3, 5:7, [10:3]        |
| Победник  | 9.  | 22. јул 2018.       | Бостад, Шведска             | Шљака     | Хулио Пералта      | Симоне Болели Фабио Фоњини         | 6:3, 6:4                |
| Победник  | 10. | 29. јул 2018.       | Хамбург, Немачка            | Шљака     | Хулио Пералта      | Оливер Марах Мате Павић            | 6:1, 4:6, [10:6]        |
| Финалиста | 8.  | 10. фебруар 2019.   | Кордоба, Аргентина          | Шљака     | Максимо Гонзалез   | Роман Јебави Андрес Молтени        | 4:6, 6:7(4:7)           |
| Победник  | 11. | 17. фебруар 2019.   | Буенос Ајрес, Аргентина (3) | Шљака     | Максимо Гонзалез   | Дијего Шварцман Доминик Тим        | 6:1, 6:1                |
| Победник  | 12. | 17. март 2019.      | Индијан Велс, САД           | Тврда     | Никола Мектић      | Лукаш Кубот Марсело Мело           | 4:6, 6:4, [10:3]        |
| Финалиста | 9.  | 28. јун 2019.       | Истборн, В. Британија       | Трава     | Максимо Гонзалез   | Хуан С. Кабал Роберт Фара          | 6:3, 6:7(4:7), [6:10]   |
| Финалиста | 10. | 21. јул 2019.       | Бостад, Шведска             | Шљака     | Федерико Делбонис  | Сандер Жиле Јоран Влиген           | 7:6(7:5), 5:7, [5:10]   |
| Победник  | 13. | 11. август 2019.    | Монтреал, Канада            | Тврда     | Марсел Гранољерс   | Робин Хасе Весли Колхоф            | 7:5, 7:5                |
| Финалиста | 11. | 6. септембар 2019.  | Њујорк, САД                 | Тврда     | Марсел Гранољерс   | Хуан С. Кабал Роберт Фара          | 4:6, 5:7                |
| Победник  | 14. | 16. фебруар 2020.   | Буенос Ајрес, Аргентина (4) | Шљака     | Марсел Гранољерс   | Гиљермо Дуран Хуан Игнасио Лондеро | 6:4, 5:7, [18:16]       |
| Победник  | 15. | 23. фебруар 2020.   | Рио, Бразил                 | Шљака     | Марсел Гранољерс   | Салваторе Карузо Федерико Гајо     | 6:4, 5:7, [10:7]        |
| Финалиста | 12. | 13. септембар 2020. | Кицбил, Аустрија            | Шљака     | Марсел Гранољерс   | Остин Крајичек Франко Шкугор       | 6:7(5:7), 5:7           |
| Победник  | 16. | 20. септембар 2020. | Рим, Италија                | Шљака     | Марсел Гранољерс   | Жереми Шарди Фабрис Мартен         | 6:4, 5:7, [10:8]        |
| Финалиста | 13. | 21. март 2021.      | Акапулко, Мексико           | Тврда     | Марсел Гранољерс   | Кен Скупски Нил Скупски            | 6:7(3:7), 4:6           |
| Победник  | 17. | 9. мај 2021.        | Мадрид, Шпанија             | Шљака     | Марсел Гранољерс   | Никола Мектић Мате Павић           | 1:6, 6:3, [10:8]        |
| Финалиста | 14. | 10. јул 2021.       | Вимблдон, Велика Британија  | Трава     | Марсел Гранољерс   | Никола Мектић Мате Павић           | 4:6, 6:7(5:7), 6:2, 5:7 |
| Победник  | 18. | 22. август 2021.    | Синсинати, САД              | Тврда     | Марсел Гранољерс   | Стив Џонсон Остин Крајичек         | 7:6(7:5), 7:6(7:5)      |
| Финалиста | 15. | 13. фебруар 2022.   | Буенос Ајрес, Аргентина (2) | Шљака     | Фабио Фоњини       | Сантијаго Гонзалез Андрес Молтени  | 1:6, 1:6                |
| Победник  | 19. | 19. јун 2022.       | Хале, Немачка               | Трава     | Марсел Гранољерс   | Тим Пиц Мајкл Винус                | 6:4, 6:7(5:7), [14:12]  |

## Остала финала

### Тимска такмичења: 1 (1:0)
| Исход    | Бр. | Датум         | Турнир                               | Подлога | Партнери                                  | Противници                                              | Резултат | Извор |
| -------- | --- | ------------- | ------------------------------------ | ------- | ----------------------------------------- | ------------------------------------------------------- | -------- | ----- |
| Победник | 1.  | 22. мај 2010. | Екипно првенство, Диселдорф, Немачка | Шљака   | Хуан Монако Едуардо Шванк Дијего Веронели | Боб Брајан Мајк Брајан Џон Изнер Сем Квери Роби Џинепри | 2:1      | [ 3 ] |